# بابی مورو
بابی مورو (به انگلیسی: Bobby Morrow) ورزشکار مرد رشتهٔ دو و میدانی اهل کشور ایالات متحده آمریکا بود. وی در بین سال‌های ‎۱۹۵۶ میلادی در مسابقات بازی‌های المپیک تابستانی در مجموع ۳ مدال طلا را کسب کرد. او در ۳۰ مه ۲۰۲۰ در سن ۸۴ سالگی در سن بنیتو، تگزاس درگذشت. 